# Onciale 077
- Papyrus
- Onciale
- Minuscules
- Lectionnaire

Le Codex 077 (Gregory-Aland) est un manuscrit de vélin du Nouveau Testament en écriture grecque onciale et reprenant le texte des Actes des Apôtres. 

## Description
Le codex se compose d'une folio. Ses dimensions sont de 17 x 15 cm. Il est écrit sur deux colonnes de 23 lignes. C'est un manuscrit reprenant le texte des Actes des Apôtres (13,18-29). 
Les paléographes datent unanimement ce manuscrit du Ve siècle (ou VIe siècle). 
Le texte du codex est de type alexandrin. Kurt Aland le classe en Catégorie II. 
Il est conservé au Monastère Sainte-Catherine du Sinaï (Sinaï Harris App. 5), en Sinaï,.